# Rhyacophila cuneata
Rhyacophila cuneata är en nattsländeart som beskrevs av Sun och Yang 1999. Rhyacophila cuneata ingår i släktet Rhyacophila och familjen rovnattsländor. Inga underarter finns listade i Catalogue of Life.